# Cianeto de benzila
Cianeto de benzila (abreviado na literatura como BnCN) é um composto orgânico com a fórmula química C6H5CH2CN. Este líquido oleoso incolor aromático é um importante precursor para numerosos compostos em síntese orgânica.

## Preparação
Cianeto de benzila pode ser produzido via síntese de nitrila de Kolbe entre cloreto de benzila e cianeto de sódio e por decarboxilação oxidativa de fenilalanina.

## Propriedades químicas
Cianeto de benzila pode ser hidrolisado resultando em ácido fenilacético ou usado na reação de Pinner rendendo ésteres de ácido fenilacético. O composto também forma uma "unidade metileno ativa" no carbono entre o anel aromático e o grupo funcional nitrila. Este carbono ativo, como referente a um ânion nitrila, é um intermediário de reação útil para a formação de novas ligações carbono-carbono.

## Usos
Cianeto de benzila é usado como um solvente e como um material de partida na síntese de Fungicidas, fragrâncias (álcool fenetílico), antibióticos, e outros fármacos. A hidrólise parcial de BnCN resulta em 2-fenilacetamida, um conhecido anticonvulsivo.

### Fármacos
Cianeto de benzila é um precursor útil para inúmeros fármacos. Exemplos incluem:
- Anorético (e.g. sibutramina)[13]
- Analgésicos (e.g. etoeptazina, cetobemidona, petidina, e fenoperidina)[13]
- Antiarrítmicos (e.g. disopiramida)[13]
- Antidepressivos (e.g. venlafaxina)[13]
- Anti-histamínicos (e.g. levocabastina e clorfenamina)[13][14]
- Medicações antimaláricas (e.g. pirimetamina)[13]
- Antitússicos (e.g. isoaminila, oxeladina, butetamato, pentapiperida, e pentoxiverina)[15]
- Diuréticos (e.g. triantereno)[16]
- Hipnóticos (e.g. alonimid e fenobarbital)[13][17]
- Espasmolíticos (e.g. pentapiperida e drofenina)[13][18]
- Estimulantes (e.g. metilfenidato)[13]
- Azatadina

## Regulação
Devido ao cianeto de benzila ser um precursor útil para numerosas drogas com potencial uso recreacional, muitos países regulam rigorosamente o composto.

### Estados Unidos
Cianeto de benzila é regulado nos Estados Unidos como uma substância química listada pelo DEA.

## Segurança
Cianeto de benzila, como derivados benzilo relacionados, é irritante para a pele e olhos. É um composto tóxico e produz o mortalmente venenoso cianeto de hidrogênio quando queimado.